# 35e division d'infanterie (Royaume-Uni)
La 35e division était une division d'infanterie de l'armée britannique formée pendant la Grande Guerre.

## Historique
Appartenant à l'origine à l'unité K5 sous le nom de 42e division, elle est renumérotée 35e lorsque la Cinquième Nouvelle Armée (Fifth New Army) devient la Fourth New Army en avril 1915. En juin 1915, la division se rassemble à Masham et en août, elle est transférée dans la plaine de Salisbury,.
Déployée en Égypte vers la fin de l'année, la division est transférée sur le front de l'ouest en février 1916, où elle sert jusqu'à la fin de la guerre.